# Cattedrale dei Santi Sergio e Bacco degli Ucraini
La cattedrale dei Santi Sergio e Bacco degli Ucraini (in ucraino Катедральний храм Святих мучеників Сергія і Вакха та Жировицької ікони Пресвятої Богородиці?, Katedral'nyj chram Svjatych mučenykiv Serhija i Bakcha ta Žyrovyc'koï ikony Presvjatoï Bohorodyci), è un luogo di culto cattolico di rito orientale bizantino-ucraino del centro storico di Roma, nel rione Monti, in piazza della Madonna dei Monti. Dal 2019 è cattedrale dell'esarcato apostolico per i fedeli cattolici ucraini di rito bizantino residenti in Italia. La chiesa è dedicata a due santi martiri siriani, ufficiali dell'esercito romano, martirizzati nel 303 sotto l'imperatore Diocleziano. È la chiesa nazionale degli ucraini. 

## Storia
Essa ha origini antiche, già ricordata nel 796 in una biografia di papa Leone III come Oratium sanctorum Sergi et Bacchi quod ponitur in Calinico; e menzionata ancora nel IX e nell'XI secolo come Ecclesia s. Sergii in Suburra. La chiesa nel corso dei secoli fu assegnata dai papi a vari conventi e monasteri, finché Urbano VIII la assegnò definitivamente ai monaci ruteni basiliani, che ancora oggi la possiedono.

### XVII secolo

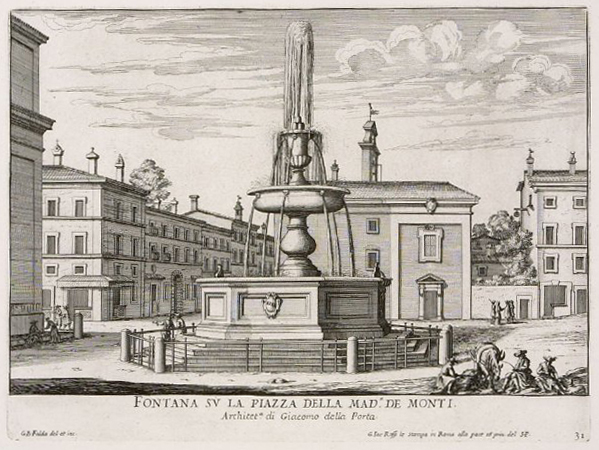
La chiesa e la piazza della Madonna dei Monti con la fontana dei Catecumeni, da Le fontane di Roma di Giovanni Battista Falda (1670 circa).

Nel 1587, quando la chiesa dei Santi Sergio e Bacco al Foro Romano fu soppressa come diaconia cardinalizia e la chiesa venne demolita, fu sostituita dalla chiesa rinnovata dei Santi Sergio e Bacco ai Monti. Nel 1622 fu affidata dal papa Gregorio XV (1621–23) ai frati minimi di San Francesco di Paola, che presto la lasciarono quando si trasferirono in un'altra chiesa vicino quella di San Pietro in Vincoli. La chiesa fu ristrutturata sotto il papa Urbano VIII (1623–44), attraverso il mecenatismo del suo fratello minore, il cardinale cappuccino Antonio Marcello Barberini (1569-1646, cardinale dal 1624). Sopra il portale in travertino, l'unica parte della facciata seicentesca ad esserci giunta, è un'iscrizione che registra la sua opera:
Nel 1641, Urbano VIII affidò la chiesa ai monaci dell'ordine di San Basilio il Grande, i cosiddetti monaci ruteni di San Basilio, che vi stabilirono un collegio. Da allora fu una chiesa del rito bizantino associata alla chiesa greco-cattolica ucraina.

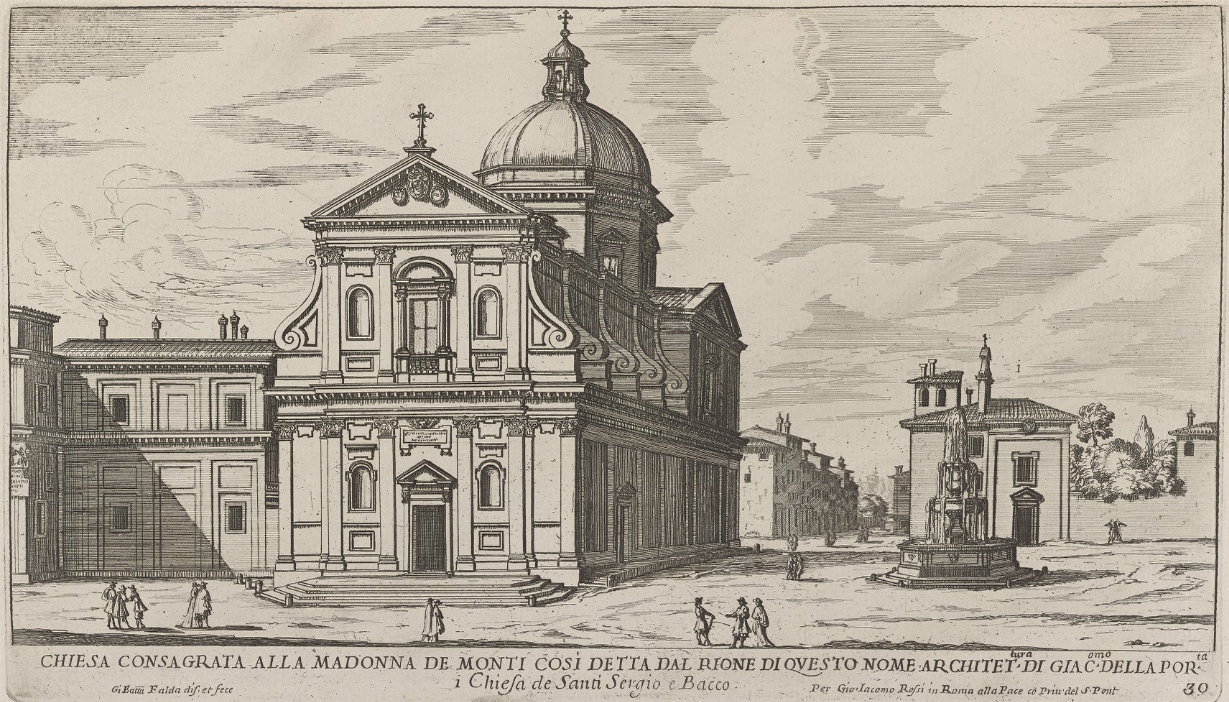
La chiesa dei SS. Sergio e Bacco è raffigurata dietro la fontana. Giovanni Battista Falda, Santa Maria ai Monti, da Il nuovo teatro delle fabriche, et edificii, in prospettiva di roma moderna, sotto il felice pontificato di n.s. papa Alessandro VII date in luce da Gio. Iacomo Rossi alla Pace 1665, 1665.

### XVIII secolo

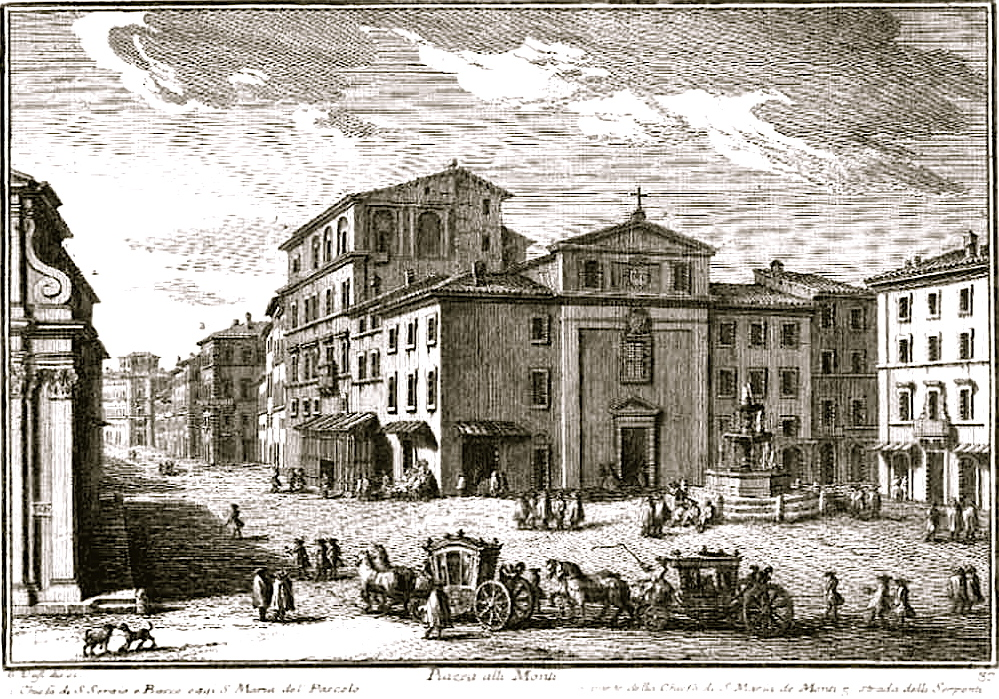
La chiesa e la piazza antistante in un'incisione tratta dalle Vedute di Roma di Giuseppe Vasi (1746-1761).

Da un'immagine mariana scoperta nel 1718 sotto l'intonaco del muro contiguo alla sagrestia e collocata nel 1730 sull'altare maggiore, la chiesa fu anche chiamata La Madonna del Pascolo. L'icona è una copia di un'altra venerata nel santuario mariano di Żyrowice, una città nell'odierna Bielorussia, nota come "Nostra Signora di Żyrowice" o "Nostra Signora del Pascolo". Fu proprio in seguito a questa scoperta che nel 1741 alcuni fedeli finanziarono la ricostruzione della chiesa, adoperando dei disegni formulati da Francesco Ferrari nei primi anni del diciottesimo secolo.
All'interno fu dato l'aspetto che ha oggi. Di notevole interesse l'iconostasi, che separa la navata centrale dal presbiterio, con pitture a fondo d'oro. Dietro quest'ultima, l'altare maggiore è scandito da due colonne scanalate di marmo verde antico con dei capitelli corinzi di bronzo progettati da Filippo Barigioni (1690 –1753), un artista romano che fece altri progetti per Clemente XI. Ai lati dell'altare maggiore si trovano dei dipinti del bavarese Ignazio Stern (1680-1748), uno con i santi Sergio e Bacco e uno con San Basilio. Sul soffitto c'è un'Assunzione, che presenta anche i santi Sergio e Bacco in gloria, dell'italiano Sebastiano Ceccarini (1703-1783).
Il rumeno Inocențiu Micu-Klein, vescovo greco-cattolico di Blaj, morì a Roma il 23 settembre del 1768 e venne sepolto nella cattedrale dei Santi Sergio e Bacco, venendo ricordato da delle targhe commemorative in latino e rumeno. I suoi resti rimasero lì fino al 1997, quando vennero trasferiti nella cattedrale della Santissima Trinità di Blaj, come aveva desiderato.
Jordan Mickiewicz, un superiore dei monaci ruteni di San Basilio, registrò in un'iscrizione che nel 1801 il papa Pio VII (1800–23) venerò solennemente la Madonna del Pascolo, che Clemente XI aveva installato qui.

### Dal XIX secolo in poi

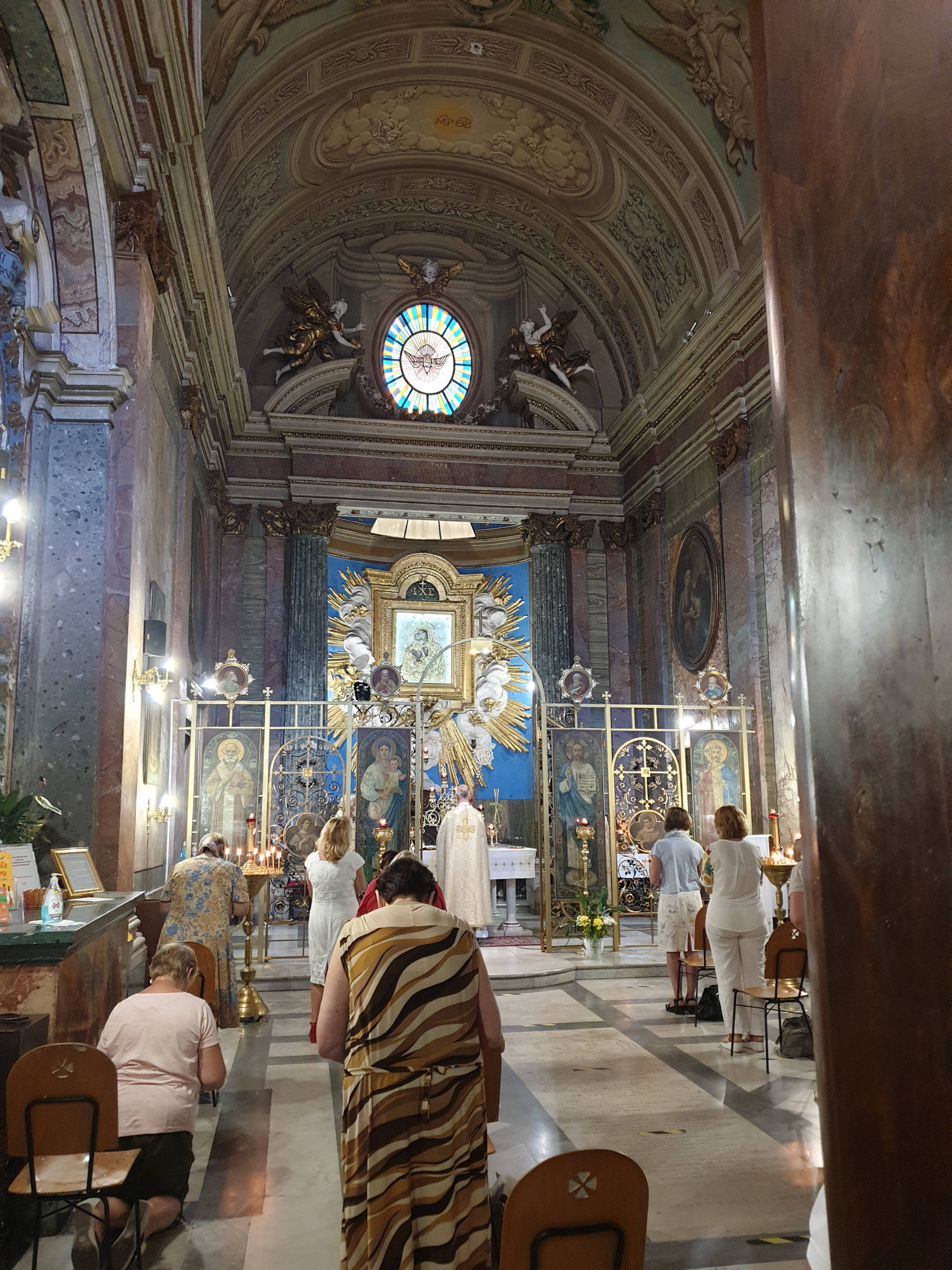
La cattedrale durante la Messa

Nel 1897, il papa Leone XIII (1878-1903) riorganizzò il collegio pontificio del rito greco bizantino e fondò un collegio pontificio rumeno, assegnandolo alla chiesa dei Santi Sergio e Bacco. In questa occasione, Leone fece rimodellare la facciata, dandole l'aspetto attuale. Vennero aggiunte quattro nicchie che avrebbero dovuto ospitare delle statue dei quattro grandi dottori della Chiesa orientale: i santi Giovanni Crisostomo, Basilio, Gregorio di Nazianzo e Atanasio.
L'iscrizione al centro della facciata testimonia quest'opera:
Sotto l'iscrizione sono presenti lo stemma del papa Leone XIII a sinistra e quello dell'Ordine basiliano a destra.
Nel 1970, tra le varie istituzioni ucraino-cattoliche che aveva fondato a Roma, l'arcivescovo e cardinal maggiore cattolico ucraino Josyp Slipyj stabilì la cattedrale come parrocchia nazionale ucraina e il collegio annesso e il dormitorio adiacente divennero un albergo per i pellegrini ucraini. L'iscrizione superiore della facciata testimonia il lavoro fatto tra il 1969 e il 1973:
Anche lo stemma del cardinale Slipyj venne aggiunto al timpano del frontone superiore. Dato che la cattedrale era diventata troppo piccola per ospitare degli eventi sociali o culturali, lo stesso cardinale fece costruire un'altra chiesa nazionale per gli ucraini sulla via Boccea, la basilica di Santa Sofia. Nel 1975, vennero poste quattro statue nelle nicchie, opera dello scultore italiano Ugo Mazzei: in alto a destra si trova il papa Urbano VIII e a sinistra c'è il cardinale Antonio Barberini; in basso si trovano il patriarca Josyp Slipyj (a destra) e il metropolita bielorusso Iosif Vel'jamin Rucki (a sinistra).
Per un certo periodo, dal 1971, i locali della chiesa ospitarono il museo d'arte dell'università ucraina cattolica di Roma. Tra gli anni 1980, la cancelleria in esilio del primate della chiesa cattolica ucraina si trovava in questa cattedrale. Tra gli ultimi anni del cardinale Slipyj, che morì nel 1984 all'età di novantadue anni, e gli anni di Myroslav Ivan Ljubačivs'kyj (nominato vescovo coadiutore di Slipyj come arcivescovo di Leopoli nel 1979, che gli successe alla morte e che venne nominato cardinale nel 1985), la cancelleria fu un punto centrale nell'Occidente per il contatto con la chiesa cattolica ucraina in clandestinità in Ucraina e per difendere la libertà di culto sotto i sovietici, soprattutto durante la politica della perestrojka di Michail Gorbaciov. Ljubačivs'kyj tornò dall'esilio a Leopoli nel 1991 e morì nel 2000.
La chiesa e i suoi alloggi ospitarono delle celebrazioni per l'insediamento a cardinale di Ljubomyr Huzar nel 2001, come arcivescovo maggiore di Kiev-Halyč.
L'11 luglio 2019 è stata elevata a cattedrale dell'esarcato apostolico per i fedeli cattolici ucraini di rito bizantino residenti in Italia.

## Galleria d'immagini

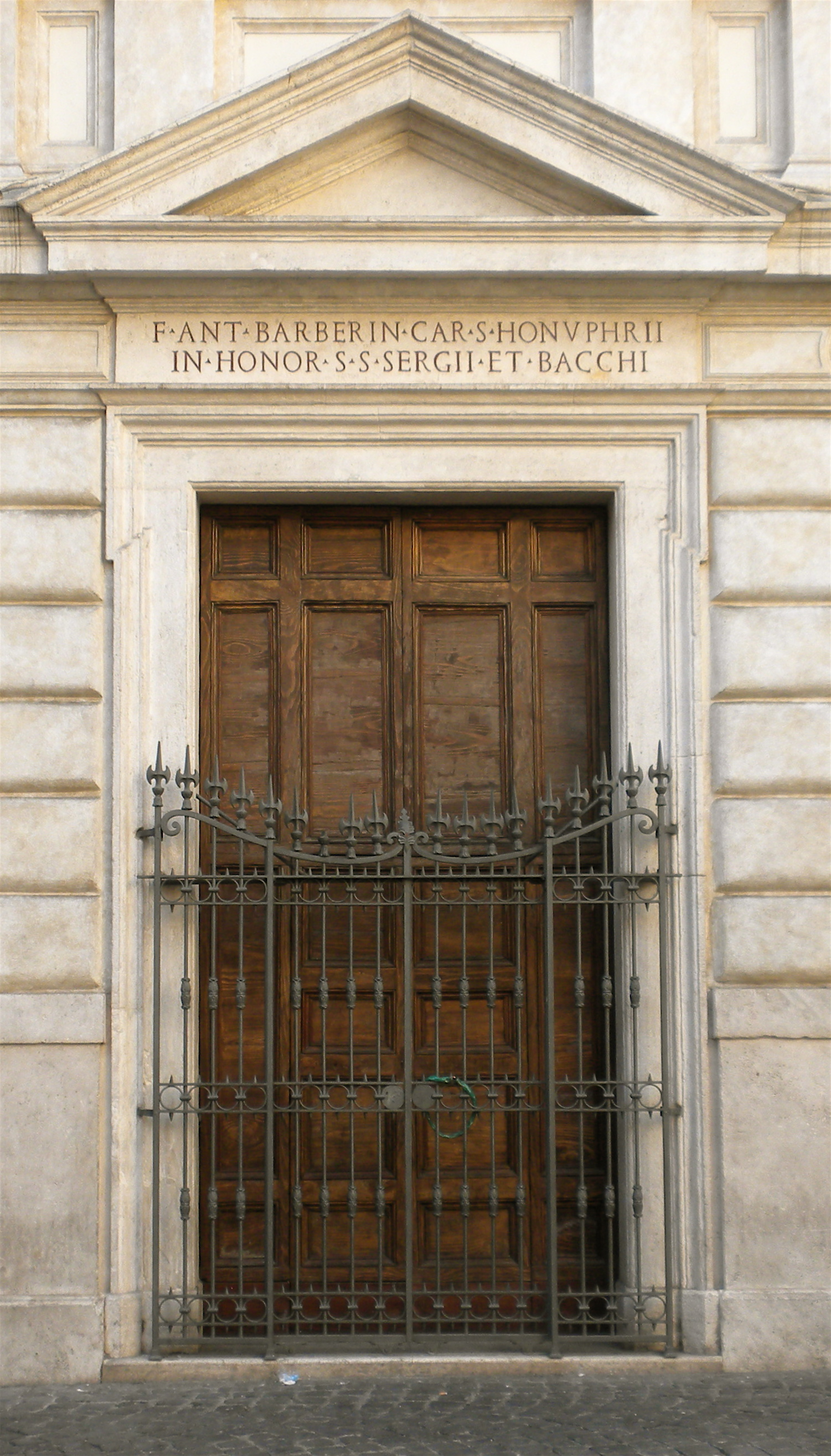
Il portale dell'inizio del XVII secolo.
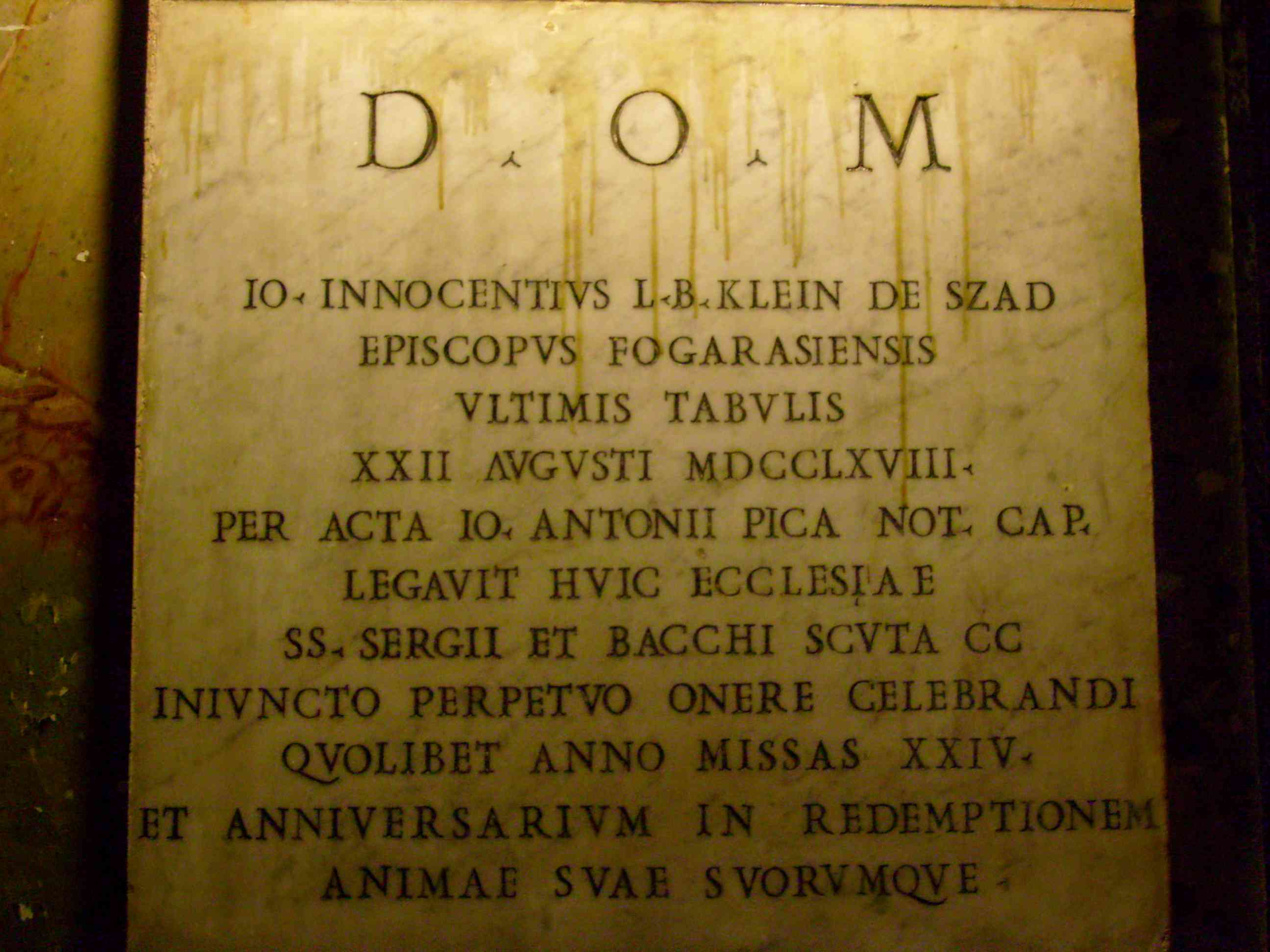
Una targa in latino che ricorda Inocenţiu Micu-Klein, posta dopo la sua morte dal nipote Samuil.
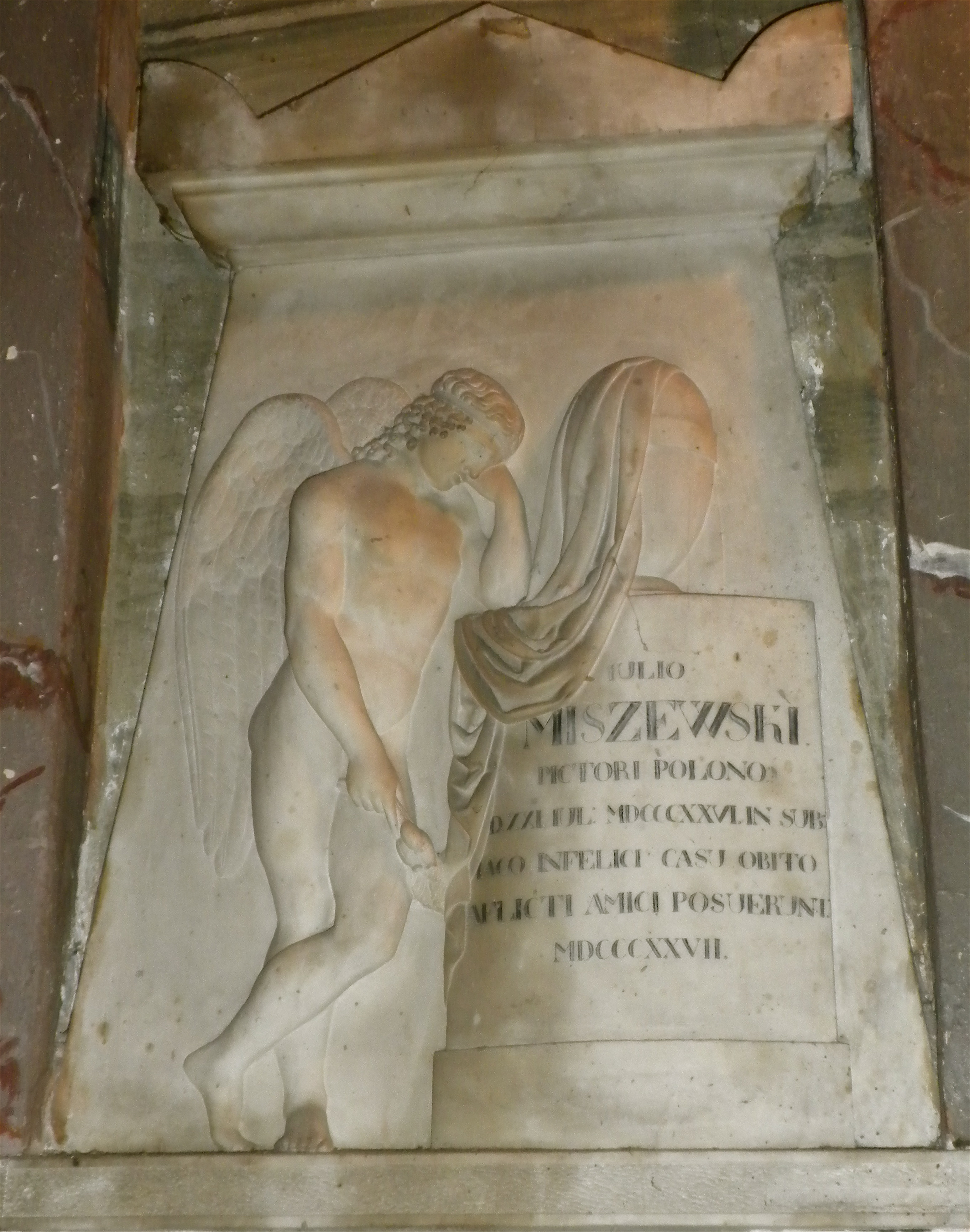
La lapide del pittore polacco Juliusz Miszewski, morto in un incidente a Subiaco il 21 luglio del 1826.
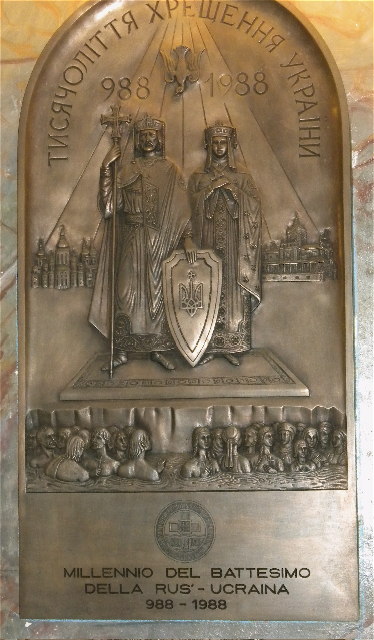
Una targa che ricorda i 1000 anni dal battesimo della Rus' ucraina, posta nel 1988.